# Moncourt
Moncourt (Duits: Monhofen i.Lothr) is een gemeente in het Franse departement Moselle (regio Grand Est) en telt 86 inwoners (2009).
De gemeente maakt deel uit van het arrondissement Château-Salins en sinds 22 maart 2015 van het kanton Le Saulnois, toen het kanton Vic-sur-Seille, waar de gemeenten daarvoor onder viel, erin opging.

## Geografie
De oppervlakte van Moncourt bedraagt 6,8 km², de bevolkingsdichtheid is dus 12,6 inwoners per km².
De onderstaande kaart toont de ligging van Moncourt met de belangrijkste infrastructuur en aangrenzende gemeenten.

## Demografie
Onderstaande figuur toont het verloop van het inwonertal (bron: INSEE-tellingen).